# كارلا كولينز
كارلا كولينز (بالإنجليزية: Carla Collins)‏ (من مواليد 30 أبريل 1965) هي ممثلة وكوميدية ومقدمة تلفزيونية وكاتبة كندية.

## روابط خارجية
- كارلا كولينز على موقع IMDb (الإنجليزية)
- كارلا كولينز على موقع قاعدة بيانات الفيلم (الإنجليزية)